# Aivalykus nearcticus
Aivalykus nearcticus är en stekelart som beskrevs av Marsh 1965. Aivalykus nearcticus ingår i släktet Aivalykus och familjen bracksteklar. Inga underarter finns listade i Catalogue of Life.